# Arturo Dominici
Arturo Dominici (* 2. Januar 1916 in Palermo; † 7. September 1992 in Rom) war ein italienischer Film- und Theaterschauspieler, der vor allem im Genre des klassischen phantastischen Films Bemerkenswertes geleistet hat.

## Leben
Dominici wusste früh, dass er Schauspieler werden wollte. Kurz nach dem Zweiten Weltkrieg, im Jahre 1947, drehte er seinen ersten Kinofilm mit dem Titel „Il pricipe ribelle“, nachdem er zuvor bereits Theater gespielt hatte.
Die wichtigste Rolle seiner Karriere war im Jahr 1960 die des Dracula-Javutich in Mario Bavas Horrorfilmklassiker „La maschera del demonio“ („Die Stunde, wenn Dracula kommt“). An der Seite von Barbara Steele, für die mit diesem Film eine internationale Karriere als „Scream-Queen“ begann, spielte er den Fürsten Javutich, der im 17. Jahrhundert zum Tod verurteilt und zweihundert Jahre später von seiner Geliebten, der Hexe Asa (Steele) zu neuem Leben als Vampir erweckt wird. Die Besonderheit an Dominicis Darstellung ist, dass er einen gänzlich anderen Vampirtyp verkörperte, als man es damals – geprägt durch die Interpretationen vor allem von Christopher Lee und Bela Lugosi – gewöhnt war: Dracula-Javutich erinnert mit seinem schulterlangen Haar und dem langen Schnauzbart fatal an Vlad III. Draculea, das historische Vorbild für Bram Stokers Dracularoman. Auf der Brust trug Dominici ein großes Drachenwappen, ebenfalls eine Andeutung auf den historischen Fürsten, der dem Drachenorden (daher „Draculea“) angehörte. Da Dominici in diesem Film trotz seiner intensiven Rolle nur wenig Text hatte, kam seine markante, tiefe Stimme auch in der italienischen Originalfassung nicht zur Geltung. „Die Stunde, wenn Dracula kommt“ gilt heute als eines der größten Werke des klassischen Horrorfilms auf das sich viele moderne Regisseure wie beispielsweise Tim Burton mit ihren eigenen Arbeiten immer wieder beziehen. Der Streifen entstand laut Aussage Dominicis im Komplex des italienischen Filmstudios Cinecittà und im einige Kilometer vor den Toren Roms gelegenen Castell Orsini.
Für Dominici bedeutete dies, zukünftig auf die Rolle finsterer Typen festgelegt zu sein. Er spielte den dämonischen Prinzen Osman in „Il ladro di Bagdad“ („Der Gauner von Bagdad“, 1961), den Penthius in „Ercole contra Moloch“ („Der Moloch“, 1963) und – wiederum an der Seite von Barbara Steele – den undurchsichtigen Dr. Camus in „La danza macabra“ (1964).
Darüber hinaus spielte er in zahlreichen Sandalen- und Mantel-und-Degen-Filmen, unternahm regelmäßig aber auch Ausflüge in andere Genres: So sah man ihn 1965 an der Seite von Louis de Funès als kanadischen Professor in der Komödie „Fantomas se déchaîne“ („Fantomas gegen Interpol“) und 1969 als Zollbeamter zusammen mit Jean-Paul Belmondo in dem Actionkrimi „Un homme qui me plait“ („Der Mann, der mir gefällt“). Insgesamt umfasst seine Filmografie (ohne Synchronarbeiten) knapp 80 Kinostreifen und Fernsehspiele. In Fernsehserien war Dominici hingegen praktisch nie zu sehen.
Daneben war Dominici bis in die siebziger Jahre hinein beständig auf römischen Theaterbühnen aktiv, wo er klassische wie moderne Rollen darstellte.
In den 1980er Jahren beendete er seine Leinwandkarriere und widmete sich fast ausschließlich der Synchronarbeit, sprach z. B. die italienische Stimme des Krankenhausdirektors Alfred Mühlmann (dargestellt von Alf Marholm) in der deutschen Fernsehserie „Die Schwarzwaldklinik“ oder den rotmützigen Oberschlumpf in der Zeichentrickreihe „Die Schlümpfe“. Zu den Stars, denen er seine Stimme lieh, gehörten unter anderem José Ferrer, Lee J. Cobb, Jeremy Kemp, Jack Warden, Peter Vaughan und Patrick Magee. Als Synchronsprecher begegnete Dominici außerdem noch einmal dem Dracula-Thema, als er nämlich den Darsteller Walter Ladengast in der Rolle des Professor van Helsing für die italienische Fassung von Werner Herzogs „Nosferatu – Phantom der Nacht“ (BRD 1979) synchronisierte; die Dracularolle spielte in diesem Film Klaus Kinski, von dessen Darstellung Dominici wenig hielt, obwohl er Kinski ansonsten als Schauspieler schätzte.
Seine persönliche Lieblingsrolle hatte Dominici, der auch Deutsch sprach, übrigens weder im Theater noch auf der Leinwand, sondern in einem Hörspiel: „E venne un uomo“, eine LP über das Leben von Papst Johannes XXIII.
Arturo Dominici starb am 7. September 1992 in Rom an Krebs. Er war verheiratet mit der jugoslawisch-stämmigen Malerin Liana Dodoja; seine Tochter Germana, die in „La maschera del demonio“ („Die Stunde, wenn Dracula kommt“) 14-jährig in einer Nebenrolle als Bauernmädchen zu sehen war und später gemeinsam mit ihm „Die Schlümpfe“ synchronisierte (als Golosone), ist heute eine in Italien gefeierte Bühnenschauspielerin und gefragte Synchronsprecherin. Germana ist verheiratet mit dem Produzenten und Regisseur Enrico Bomba.

## Filmografie (Auswahl)
- 1958: Die unglaublichen Abenteuer des Herkules (Le fatiche di Ercole)
- 1959: Caltiki – Rätsel des Grauens (Caltiki il mostro immortale)
- 1959: Hannibal (Annibale)
- 1959: Herkules, der Schrecken der Hunnen (Il terrore dei barbari)
- 1960: Call-Girls (I piaceri del sabato notte (Arabella 252104))
- 1960: Un dollaro di fifa
- 1960: Der Gauner von Bagdad (Il ladro di Bagdad)
- 1960: Kampf um Rom (La vendetta dei barbari)
- 1960: Messalina (Messalina Venere imperatrice)
- 1960: Die Stunde, wenn Dracula kommt (La maschera del demonio)
- 1961: Der Gauner von Bagdad (Il ladro di Bagdad)
- 1961: Der Kampf um Troja (La guerra di Troia)
- 1962: Robin Hood – Der Löwe von Sherwood (Il trionfo di Robin Hood)
- 1963: Don Ramiro hat verspielt (Golia e il cavaliere mascherato)
- 1963: Die Eroberung von Mykene (La conquista di Micene)
- 1963: Mit Colt und Maske (Il segno del Coyote)
- 1963: Perseus – der Unbesiegbare (Perseo l'invincibile)
- 1964: Danza macabra
- 1964: Das Großmaul (I due evasi di Sing Sing)
- 1964: Herkules gegen die Tyrannen von Babylon (Ercole contro i tiranni di Babilonia)
- 1964: Im Tempel des weißen Elefanten (Sandok, il Maciste della giungla)
- 1965: Eine Bahre für den Sheriff (Una bara per lo sceriffo)
- 1965: Fantomas gegen Interpol (Fantomas se déchaîne)
- 1966: Das Finale liefert Zorro (Zorro il ribelle)
- 1967: Unbezähmbare Angélique (Indomptable Angélique)
- 1968: Django – Ein Sarg voll Blut (Il momento di uccidere)
- 1969: Cathérine – Ein Leben für die Liebe (Catherine, il suffit d'un amour)
- 1969: Django – Gott vergib seinem Colt (Dio perdoni la mia pistola)
- 1970: Ermittlungen gegen einen über jeden Verdacht erhabenen Bürger (Indagine su un cittadino al di sopra di ogni sospetto)
- 1970: Der Mann, der mir gefällt (Un Homme qui e plaît)
- 1971: Der Clan, der seine Feinde lebendig einmauert (Confessione di un commissario di polizia al procuratore della repubblica)
- 1972: Girolimoni, das Ungeheuer von Rom (Girolimoni, il mostro di Roma)
- 1972: Der lange Schwarze mit dem Silberblick (All'onorevole piacciono le donne)
- 1973: La ragazza di Via Condotti
- 1973: Sindbad und der Kalif von Bagdad/Der Schatz des Piraten (Simbad e il califfo di Bagdad)
- 1975: Die Killermafia (La polizia accusa: il servizio segreto uccide)
- 1981: Gefährliche Zeugen (Cappotto di legno)